# Awetis
Els awetís són un grup de nadius americans que viuen al Parc indígena del Xingu, a prop de la capçalera del riu Xingu al Brasil. Els awetis habiten dos pobles de la regió. Un es diu Tazu’jyretam i l’altre no té nom. Tazu’jyretam és el poble principal del poble aweti i ha estat habitat des del segle xix almenys. Tazu’jyretam també té un petit port, tots dos pobles són situats a una zona entre els rius Curisevo i Tuatuarí, que desemboquen cap al Xingu més amunt. La seva població era de 196 el 2011.

## Nom
Els Aweti també es coneixen com a arauina, arauite, aueti, aueto, auiti, awetö, Awytyza, Anumaniá, Auetö o Enumaniá.

## Història
El poble aweti probablement es va formar a partir de diverses altres tribus que van entrar a la regió de Xingu al segle XVII o XVIII. No va ser fins a finals del segle xix quuan els aweti i altres tribus de la regió van ser documentats pels exploradors europeus, procedents d'Alemanya. Tot i que no hi va haver molta comunicació entre els aweti i els colons europeus durant diverses dècades, les breus expedicions a la jungla dels exploradors van ser suficients per introduir malalties a la comunitat a les quals els aweti i els seus veïns no tenien immunitat. En el moment del cens de 1950, els aweti només comptaven 23 persones. Malgrat això, els Aweti no es van extingir ni es van fusionar amb altres tribus com alguns dels seus veïns.
Quan es va crear el parc indígena del Xingu als anys seixanta, la població aweti es va recuperar significativament fins a arribar a 176 persones el 2010. Això va ser el resultat, en gran part, d’una millor atenció mèdica que el govern brasiler va oferir a la població de la regió. Tanmateix, també va augmentar el contacte amb el món exterior, que va amenaçar la llengua i la cultura maternes dels awetí.
En algun moment després de l'any 2000, el segon poble aweti va ser creat per una família extensa i alguns dels seus aliats que desitjaven separar-se de la tribu principal aweti. Això va incloure unes 35 persones, cosa que va provocar que la població del poble principal baixés de 125 a 90.

## Cultura
Els pobles aweti es construeixen amb diverses cabanes que envolten una plaça central, que s'utilitza pels rituals, inclosos els ritus funeraris. Això és característic dels pobles construïts a la zona de la capçalera de Xingu. També hi ha una cabana per homes al centre del poble i s'utilitza per celebrar flautes rituals que les dones no poden veure.
Els caps hereditaris lideren els vilatans aweti i serveixen de diplomàtics amb altres grups Xingu superiors. Actualment, el cap dels Aweti és un home anomenat Yalakumin.
El comerç inter-tribal i els rituals entre la gent de la Xingu superior són habituals, els aweti comercialitzen productes com sals vegetals i hamaques, elaborats amb palmeres de Burití. El concurs de lluita Huka-huka és un esport intertribal popular. Molts membres de la tribu dels grups culturals del Xingu superior també opten per trobar marits o esposes d'altres tribus.

## Idioma
L'idioma awetí és un membre de la família de llengües tupí, encara que és únic i distintiu. No obstant això, a causa del contacte amb forasters, alguns membres de la tribu aweti també poden parlar portuguès, la llengua majoritària del Brasil. Els nens s'eduquen en portuguès en una escola tribal aweti.
Al nou poble creat a la zona tribal aweti, molta gent, especialment persones més joves, parla kamaiurá millor que awetí. Tots els habitants del nou poble parlen almenys una altra llengua que no sigui l’aweti.

## Subsistència
Els aweti pesquen, caces i conreen. Els seus cultius principals són blat de moro i mandioca.